# 加拿大总理列表

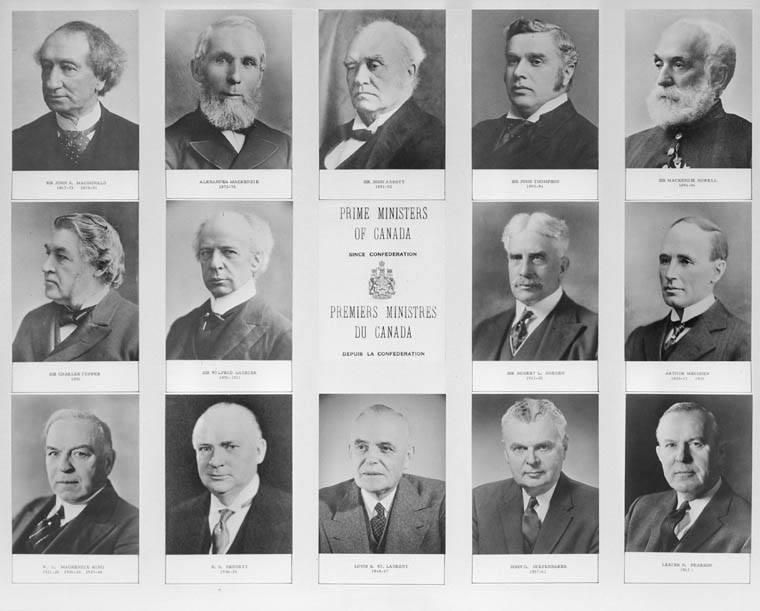
1867年1963年的加拿大总理

加拿大总理为加拿大首席部長、内阁主席和政府首脑。名义上总理一职由加拿大总督委任，但根据宪法传统总理需要获得国会下议院的信任。一般来说总督会委任占有下议院最多席位的党派的党首，但若党首失去多数支持，总督可指定获得多数支持的另一党首为总理，或解散国会宣布大选。根据传统，总理在国会中拥有一个席位，自20世纪初起这一席位位于选举产生的下议院中。
总理一职在加拿大宪法的成文部分中并未被提及；行政权名义上属于君主，由总督代理执行。由此，这一职位即是加拿大宪政传统的结果。最初，总理职位的设立参照了当时英国首相的职位；1867年5月24日，蒙克子爵委任约翰·麦克唐纳爵士组建第一任加拿大联邦政府。1867年7月1日，第一届政府就职。
总理上任时无需宣誓就职，由此其就任时间被认定为其进入政府的日期。然而自1957年起，入职总理都会宣誓，截至2006年这一传统得到了延续。1920年前，总理的辞职请求会立刻得到总督批准，其任期的结束时间被认定为其去世或辞职的日期。自1920年起，只有在新政府即将组建时上一任总理才能够正式辞职。《1967年释义法案》规定“当任命或去职决定于某日生效时，这一决定将被正式认定为于前一日生效”。不过根据传统，上一任总理仅在新政府宣誓就职前数小时才正式辞职（这二者都发生于白天），由此政府更迭将于前一日午夜生效。包括加拿大国会在内的一些来源认为这一传统始于1917年。

## 历任加拿大总理
| 政党色标：： | 加拿大自由党 历史保守主义政党（包括自由保守党、保守党（历史）、统一党、国家自由和保守党、加拿大进步保守党） 加拿大保守黨 |
| 各省缩写：   | AB： · BC： · MB： 曼尼托巴省 · NS： 新斯科舍省 · ON： 安大略省 · QC： 魁北克省 · SK： 薩斯喀徹溫省                      |

| 任数 | 总理圖像  | 總理 （生-卒） 选区 | 任职时间                       | 內閣         | 政党                   | 贏得选举及備註                                                                                                 |
| ---- | --------- | --- | ------------------------------ | ------------ | ---------------------- | --- |
| 1    |           | 约翰·麦克唐纳 （1815年–1891年） ON-金斯顿选区                                                                                     | 1867年7月1日－1873年11月5日    | 第1任        | 自由保守党             | • 1867年总督委任 • 1867年联邦选举 • 1872年联邦选举                                                             |
| 2    | zentriert | 亚历山大·麦肯齐 （1822年–1892年） ON-兰姆顿选区                                                                                   | 1873年11月7日－1878年10月8日   | 第2任        | 自由黨                 | • 1873年总督委任 • 1874年联邦选举                                                                              |
| (1)  | zentriert | 约翰·麦克唐纳 （1815年–1891年） BC-维多利亚选区（1878年） ON-卡尔顿选区（1882年） ON-金斯顿选区（1887年） ON-金斯顿选区（1891年） | 1878年10月17日－1891年7月6日   | 第3任        | 自由保守党             | • 1878年联邦选举 • 1882年联邦选举 • 1887年联邦选举 • 1891年联邦选举 （任期内逝世）                             |
| 3    | zentriert | 约翰·阿伯特 （1821年–1893年） 魁北克参议员                                                                                        | 1891年6月16日－1892年11月24日  | 第4任        | 自由保守党             | • 1891年总督委任 • 1892年11月24日辞职                                                                          |
| 4    | zentriert | 約翰·湯普森 （1845年–1894年） NS-安提戈尼什选区                                                                                   | 1892年12月5日－1894年12月12日  | 第5任        | 自由保守党             | • 1892年总督委任 （任期内心臟病發逝世）                                                                        |
| 5    | zentriert | 麥肯齊·鮑威爾 （1823年–1917年） 安大略参议员                                                                                      | 1894年12月21日－1896年4月27日  | 第6任        | 保守党（历史）         | • 1894年总督委任 • 1896年4月27日辞职                                                                           |
| 6    | zentriert | 查尔斯·塔珀 （1821年–1915年） 就任总理期间不任国会议员一职                                                                        | 1896年5月1日－1896年7月8日     | 第7任        | 保守党（历史）         | • 1896年总督委任                                                                                               |
| 7    | zentriert | （1841年–1919年） QC-魁北克东选区                                                                                                 | 1896年7月11日－1911年10月6日   | 第8任        | 自由黨                 | • 1896年联邦选举 • 1900年联邦选举 • 1904年联邦选举 • 1908年联邦选举 •首位法裔總理                              |
| 8    | zentriert | 羅伯特·博登 （1854年–1937年） NS-哈利法克斯选区（1911年） NS-國王选区（1917年）                                                   | 1911年10月10日－1920年7月9日   | 第9任/第10任 | 保守党（历史）/ 统一党 | • 1911年联邦选举 • 1917年联邦选举                                                                              |
| 9    | zentriert | 阿瑟·米恩 （1874年–1960年） MB-波蒂奇拉普雷里选区                                                                                 | 1920年7月10日－1921年12月28日  | 第11任       | 国家自由和保守党       | • 1920年总督委任                                                                                               |
| 10   | zentriert | 麥肯齊·金 （1874年–1950年） ON-约克北选区（1921年） SK-艾伯特親王城选区（1926年）                                                 | 1921年12月29日－1926年7月28日  | 第12任       | 自由黨                 | • 1921年联邦选举（少数政府） • 1925年联邦选举（少数政府） • 1926年联邦选举 • 1926年7月28日辞职 （金-拜恩事件） |
| (9)  | zentriert | 阿瑟·米恩 （1874年–1960年） MB-波蒂奇拉普雷里选区                                                                                 | 1926年6月29日－1926年9月25日   | 第13任       | 保守党（历史）         | • 1926年总督委任                                                                                               |
| (10) | zentriert | 麥肯齊·金 （1874年–1950年） SK-艾伯特親王城选区                                                                                   | 1926年9月25日－1930年8月7日    | 第14任       | 自由黨                 | • 1926年联邦选举（少数政府）                                                                                   |
| 11   | zentriert | 理查德·贝内特 （1870年–1947年） AB-卡尔加里西选区                                                                                 | 1930年8月7日－1935年10月22日   | 第15任       | 保守党（历史）         | • 1930年联邦选举                                                                                               |
| (10) | zentriert | 麥肯齊·金 （1874年–1950年） SK-艾伯特親王城选区（1935年） ON-格倫加里选区（1945年）                                               | 1935年10月23日－1948年11月14日 | 第16任       | 自由黨                 | • 1935年联邦选举 • 1940年联邦选举 • 1945年联邦选举                                                             |
| 12   | zentriert | 路易·圣洛朗 （1882年–1973年） QC-魁北克东选区                                                                                     | 1948年11月15日－1957年6月21日  | 第17任       | 自由黨                 | • 1948年总督委任 • 1949年联邦选举 • 1953年联邦选举                                                             |
| 13   | zentriert | 约翰·迪芬贝克 （1895年–1979年） SK-艾伯特親王城选区                                                                               | 1957年6月21日－1963年4月22日   | 第18任       | 进步保守党             | • 1957年联邦选举（少数政府） • 1958年联邦选举 • 1962年联邦选举（少数政府）                                     |
| 14   | zentriert | 莱斯特·皮尔逊 （1897年–1972年） ON-阿尔戈马东选区                                                                                 | 1963年4月22日－1968年4月20日   | 第19任       | 自由黨                 | • 1963年联邦选举（少数政府） • 1965年联邦选举（少数政府）                                                      |
| 15   | zentriert | （1919年–2000年） QC-皇家山选区                                                                                                   | 1968年4月20日－1979年6月3日    | 第20任       | 自由黨                 | • 1968年总督委任 • 1968年联邦选举 • 1972年联邦选举（少数政府） • 1974年联邦选举                                |
| 16   |           | （1939年） AB-耶罗海德选区 | 1979年6月4日－1980年3月2日     | 第21任       | 进步保守党             | • 1979年联邦选举（少数政府）                                                                                   |
| (15) | zentriert | （1919年–2000年） QC-皇家山选区                                                                                                   | 1980年3月3日－1984年6月29日    | 第22任       | 自由黨                 | • 1980年联邦选举                                                                                               |
| 17   | zentriert | 約翰·特納 （1929年–2020年） 就任总理時未任国会议员，在任最後兩週（大選後）任BC-溫哥華奎特拉選區議員                               | 1984年6月30日－1984年9月16日   | 第23任       | 自由黨                 | • 1984年总督委任                                                                                               |
| 18   | zentriert | （1939年–2024年） QC-曼尼古根选区（1984年） QC-沙勒華选区（1988年）                                                               | 1984年9月17日－1993年6月24日   | 第24任       | 进步保守党             | • 1984年联邦选举 • 1988年联邦选举                                                                              |
| 19   | zentriert | （1947年） BC-溫哥華中選區 | 1993年6月25日－1993年11月3日   | 第25任       | 进步保守党             | • 1993年总督委任 首位和迄今唯一一位女性總理                                                                    |
| 20   | zentriert | （1934年） QC-圣莫里斯选区 | 1993年11月4日－2003年12月11日  | 第26任       | 自由黨                 | • 1993年联邦选举 • 1997年联邦选举 • 2000年联邦选举                                                             |
| 21   | zentriert | （1938年） QC-拉沙勒埃马德选区 | 2003年12月12日－2006年2月5日   | 第27任       | 自由黨                 | • 2003年总督委任 • 2004年联邦选举（少数政府）                                                                  |
| 22   | zentriert | 史蒂芬·哈珀 （1959年） AB-卡尔加里西南选区                                                                                        | 2006年2月6日－2015年11月3日    | 第28任       | 保守党                 | • 2006年联邦选举（少数政府） • 2008年联邦选举（少数政府） • 2011年联邦选举                                     |
| 23   | zentriert | （1971年） QC-帕皮諾選區 | 2015年11月4日－2025年3月14日   | 第29任       | 自由黨                 | • 2015年联邦选举 • 2019年联邦选举（少數政府） • 2021年联邦选举（少數政府）                                     |
| 24   | zentriert | 馬克·卡尼 （1965年） 就任总理時未任国会议员，在大選後任ON-尼皮安選區議員                                                          | 2025年3月14日－                | 第30任       | 自由黨                 | • 2025年总督委任 • 2025年联邦选举（少數政府）                                                                  |

## 在世加拿大前总理
截止2025年08月，在世的加拿大前总理有6位，其中最年长的是（1934年出生）。
最近一次前总理去世是2024年2月29日，去世。

在世前总理（按当选顺序排序）:
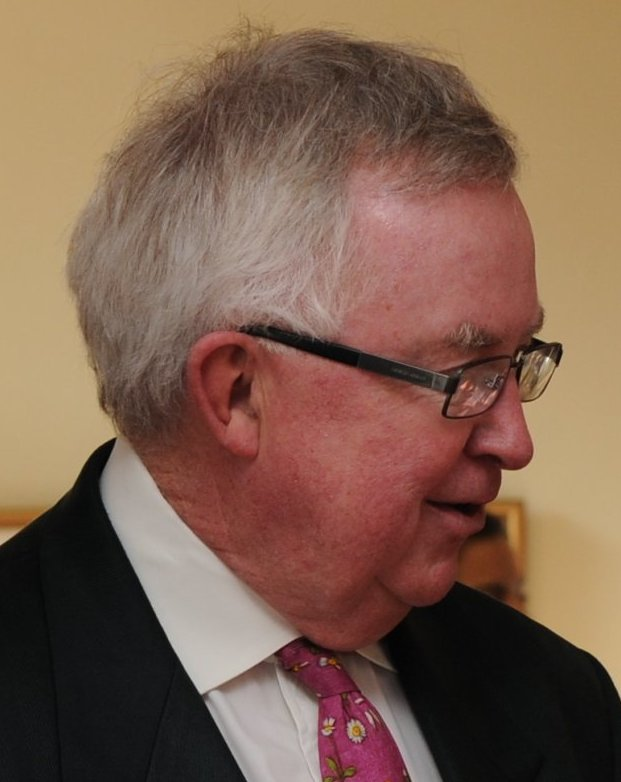
任期： 1979年–1980年 86岁
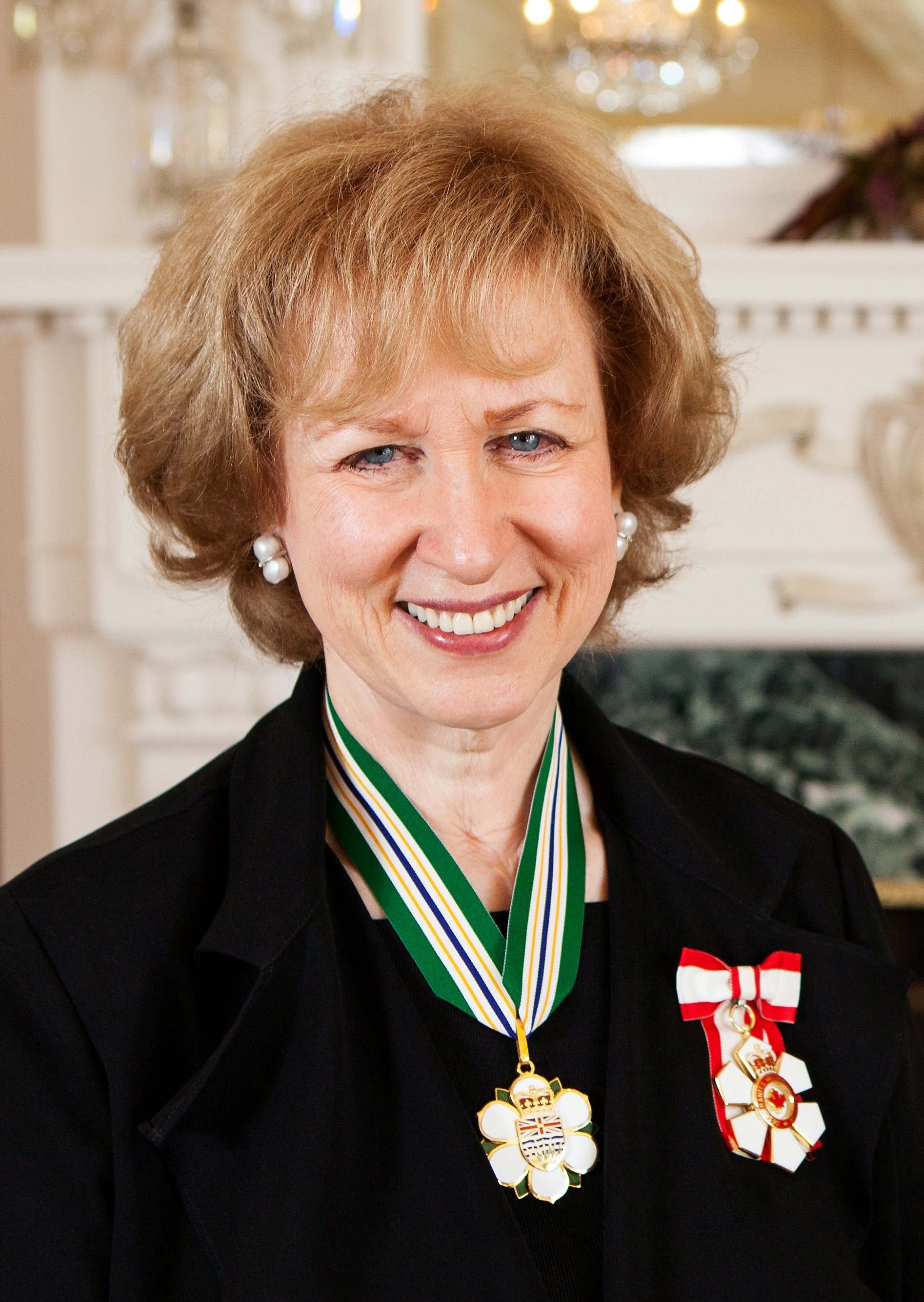
任期： 1993年
78岁
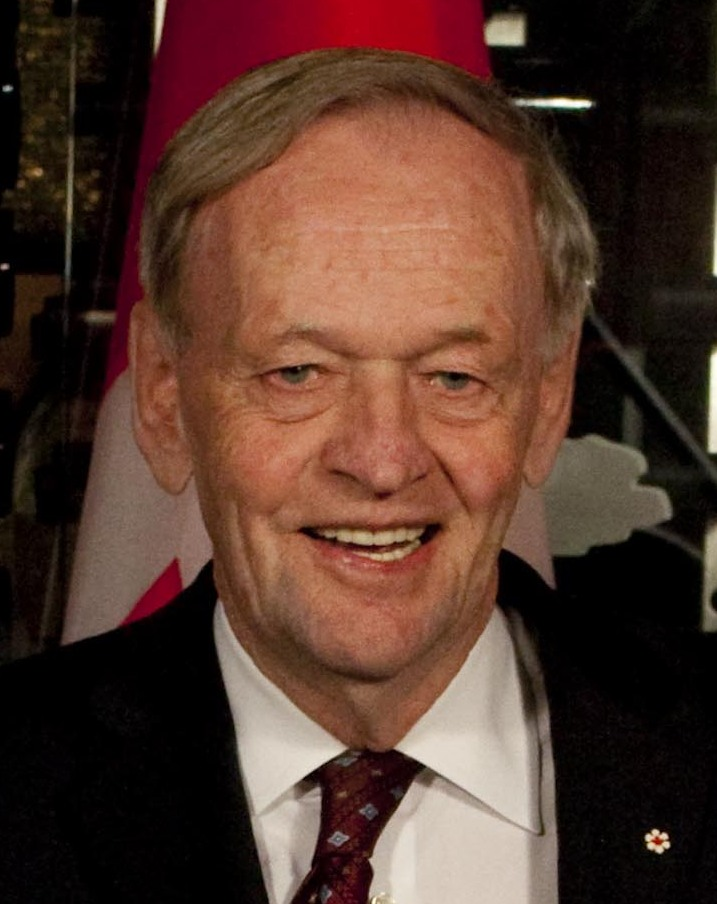
任期： 1993年–2003年 91岁
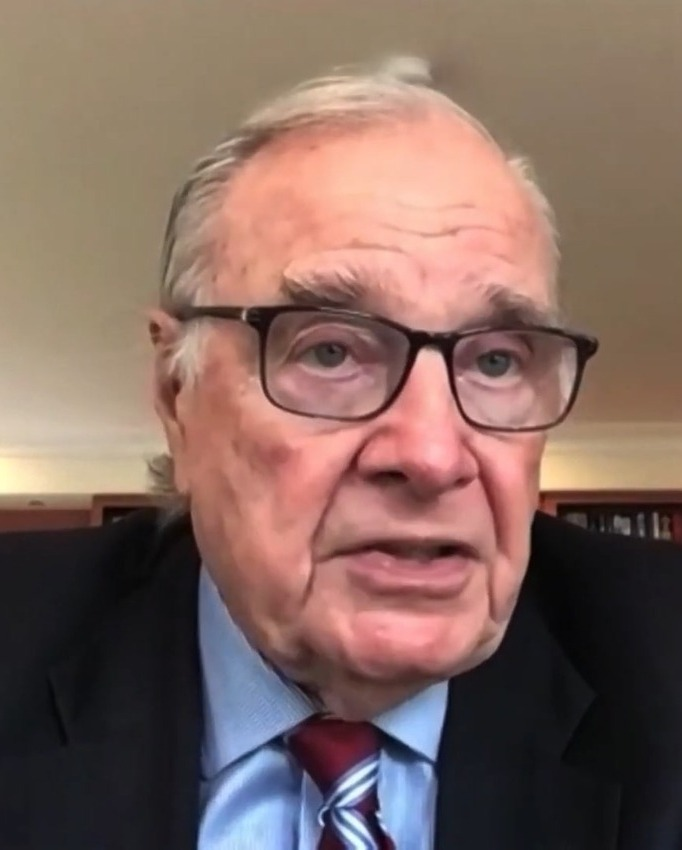
任期： 2003年–2006年 86岁
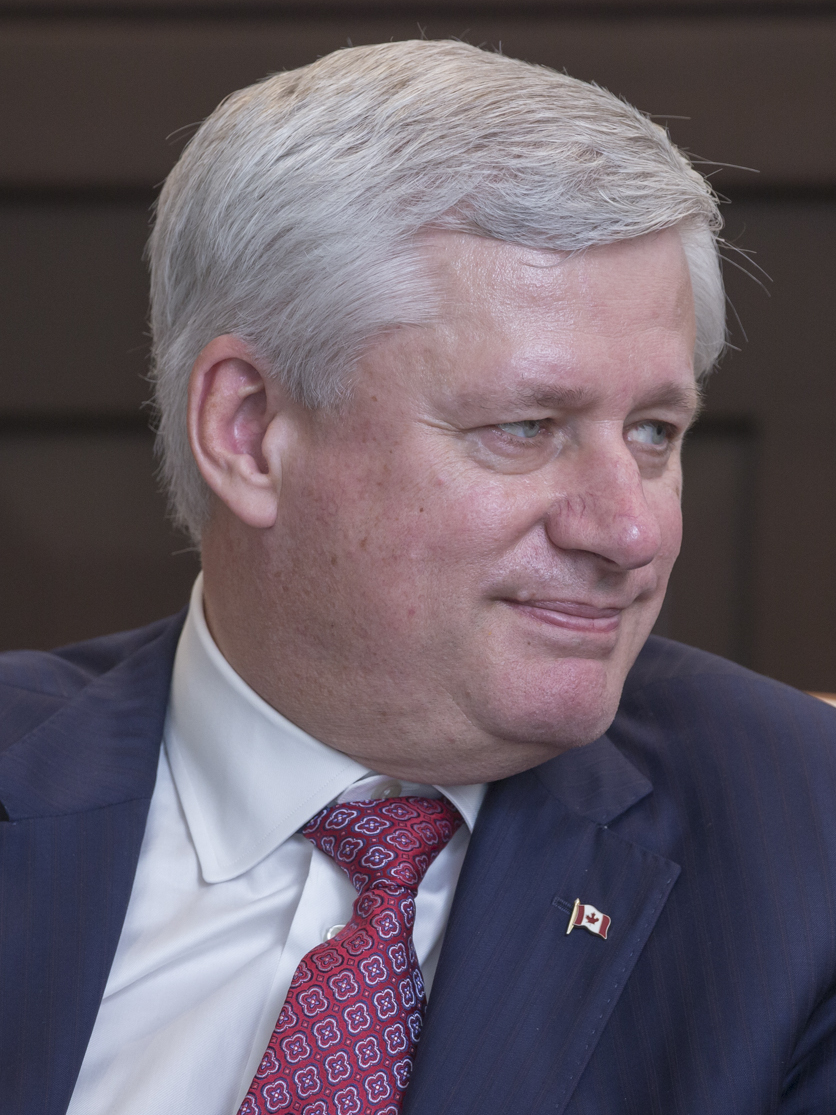
史蒂芬·哈珀 任期： 2006年–2015年 66岁
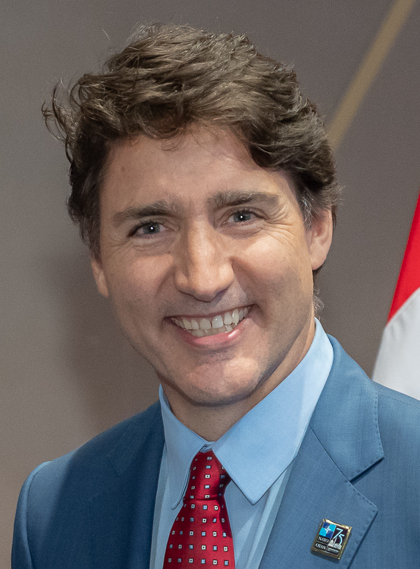
賈斯汀·杜魯多 任期： 2015年–2025年
53岁